# 特萊 (馬里)
特萊（法語：Télé），是馬里的城鎮，位於該國北部，由通布圖區的貢達姆省負責管轄，面積261平方公里，海拔高度300米，2009年人口2,078，人口密度每平方公里8.0人。